# For Tracy Hyde
For Tracy Hyde est un groupe japonais de shoegaze, formé en 2012 à Tokyo et actif jusqu'à sa dissolution le 25 mars 2023. 

## Biographie

### Débuts et premiers albums

#### Formation du groupe
Le groupe commence comme projet solo du guitariste Natsubot (de son vrai nom Azusa Suga) avant d'intégrer au fil du temps différents ses différents membres comme la chanteuse et guitariste Eureka, le bassiste Mav et le batteur Soukou. Le groupe doit son nom à la chanson Tracy Hide du groupe de rock américain Wondermints et non à l’actrice Tracy Hyde que Natsubot ne connaissait pas à l'époque du choix du nom du groupe.

#### Premiers albums et évolution du groupe
Le groupe sort son premier album Film bleu le 2 décembre 2016 via P-Vine Records. Deux soirées de lancement accompagnent la sortie de l'album, une à Tokyo et une à Osaka, avec la participation d'autres artistes, tels que dotstokyo pour qui le groupe a composé plusieurs titres,. Ils sortent leur album suivant he(r)art moins d'un an plus tard, le 2 novembre 2017. La même année, le groupe apparaît sur la compilation New Force de la chaîne de télévision musicale Space Shower. En 2018 Soukou rejoint le groupe en remplacement de Marcie à la batterie[source secondaire souhaitée]. 

### Reconnaissance puis séparation

#### Tournées asiatiques et reconnaissance critique
Le groupe sort ensuite son troisième album New Young City le 4 septembre 2019. De l'aveu de Natsubot, l'album est très fortement inspiré par la Shibuya-kei. Une tournée à travers l'Asie accompagne la sortie de l'album, avec notamment des dates aux Philippines et à Singapour. Le quatrième album du groupe Ethernity sort le 17 février 2021. Un peu plus d'un an plus tard en mai 2022, le groupe sort split single avec le groupe d'idols shoegaze RAY, dont l'album Green a été produit par Natsubot,. Le mois d'octobre suivant le groupe joue au festival Baybeats à Singapour. Enfin le 14 décembre de la même année, le groupe sort son cinquième et dernier album Hotel Insomnia qui reçoit les éloges de médias spécialisés comme Pitchfork et NPR. Le groupe annonce à cette occasion une tournée au Japon en 2023 pour l'album, avec une collaboration avec l'ancienne chanteuse du groupe (2014-2015) Lovely Summer Chan.

#### Séparation du groupe
Le 5 janvier 2023 le groupe annonce sur son site internet sa dissolution, expliquant l'incapacité de la formation actuelle de poursuivre le développement tant personnel qu'artistique des membres du groupe, tout autant qu'il paraît inimaginable de recruter de nouveaux membres après dix ans d'histoire commune. Après un ultime concert à Tokyo, le groupe se sépare le 25 mars 2023.

## Discographie

### Albums studios
- 2016 : Film bleu
- 2017 : he(r)art
- 2019 : New Young City
- 2021 : Ethernity
- 2022 : Hotel Insomnia

### EPs
- 2012 : Juniper and Lamplight
- 2013 : Satellite Lovers
- 2013 : All About Ivy
- 2014 : In Fear of Love
- 2014 : Born to Be Breathtaken